# Don Sanche

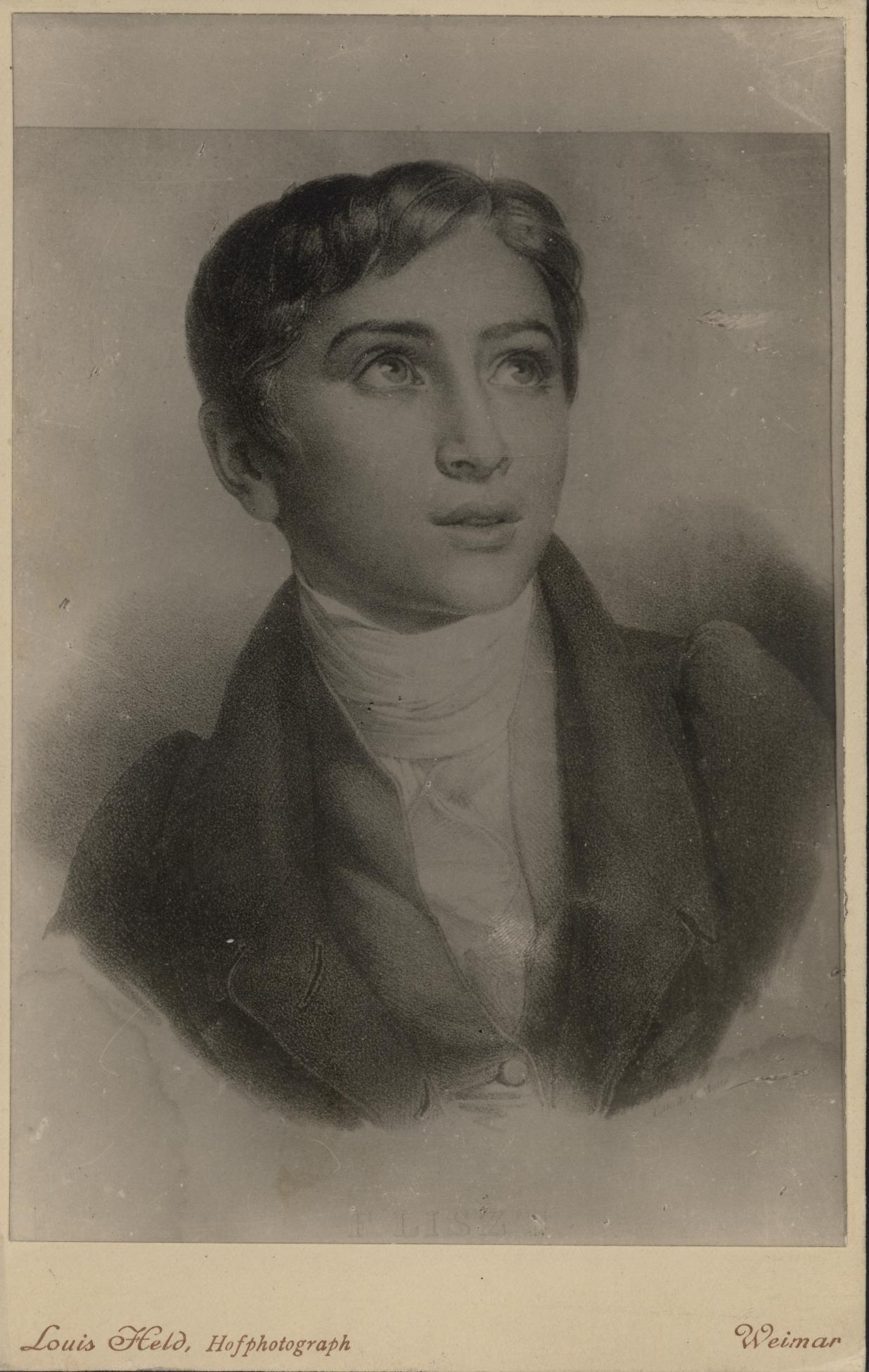
Franz Liszt vid 16 års ålder.

Don Sanche, ou Le château de l'amour (Don Sanche, eller Kärleksslottet) är en opera i en akt komponerad 1824–25 av Franz Liszt med franskt libretto av Théaulon och de Rancé, efter en förlaga av Jean-Pierre Claris de Florian. Den antogs vara förlorad i mer 30 år tills den återupptäcktes 1903. Det första moderna framförandet ägde rum 1977, 74 år efter upptäckten.

## Historia

### Komponerande
Operan antas ha varit färdig så tidigt som i september 1824. Det är känt att Liszt framförde en ouvertyr på sin andra konsert i Birmingham den 20 juni 1825. Det är antagligen den från Don Sanche, då ingen annan ouvertyr existerar från den perioden. Manuskriptet innehåller flera passager som påminner om stilen hos hans kompositionslärare Ferdinando Paer, som uppenbarligen hjälpte Liszt med orkestreringen. Liszt mottog cirka 170 franc för sin opera (ungefär 2100 dollar i 2016 års valuta). På 1840-talet försökte Liszt göra sig ett namn som operakompositör. Han planerade, skissade men fullbordade aldrig flera påtänkta operor. Bland dessa fanns en i italiensk stil känd som Sardanapale, av vilken 111 sidor existerar.

### Premiär
Don Sanche hade premiär i Salle Le Peletier på Parisoperan den 17 oktober 1825 med Rodolphe Kreutzer som dirigent. Liszt var bara några dagar från att fylla 14 år. Författaren Lina Ramann skrev:
Den 17 oktober (1825) kom dagen då "Don Sancho" [sic] skulle presenteras för allmänheten. En glansfull publik hade samlats i Operahuset. Rudolf Kreutzer var dirigent, den noble och firade tenoren Adolf Nourrit sjöng titelrollen; alla medarbetare gjorde sitt yttersta för att säkra succén, och publiken följde den unga kompositörens första stycke med stigande intresse. I slutet var applåderna stormande; publiken kallade frenetiskt fram sin älskling och Nourrit, sångaren i huvudrollen. Sedan tog den senare, en lång och imponerande figur, med en översvallande älskvärdhet den unge kompositören i sina armar, fortfarande ung för sina fjorton år, och "bar" honom inför publiken, vars jubel var utan gränser. Även Kreutzer kom och omfamnade honom. Adam Liszt var utom sig av glädje. Tårar strömmade nedför hans kinder. Ett sådant mottagande av "Don Sancho" [sic] hade överträffat alla förväntningar! Liszt däremot var bara glad för sin fars skull; hans uppträdande var allvarligt, nästan förlåtande; att Nourrit hade burit runt honom framför publiken gnagde inom honom.

### Mottagande
Kritiken var blandad. 1826 skrev Almanach des Spectacles att "detta verk måste bedömas med överseende". Som svar till sin biografiförfattare, när han blev tillfrågad om ouvertyren till Don Sanche 1880 sade Liszt att om den förlorade operan skulle se dagens ljus igen skulle den inte publiceras "då den var inget, blev inget". Operan togs inte väl emot och endast fyra föreställningar spelades. Den sattes inte upp igen på över 150 år.

### Återupptäckten
Manuskriptet antogs vara förlorat i en brand 1873 i Salle Peletier. Men 1903 fann den franske forskaren Jean Chantavoine operans manuskriptet inbundet i två volymer i biblioteket i  Palais Garnier. Partituret är inte av Liszts hand, innehåller omfattande repetitionsmarkeringar och passager som påminner om Paer. Allt detta ledde musikkritikern Emil Haraszti till att anta att operan inte var komponerad av Liszt alls, utan en produkt av endast Paer. Han kunde inte förstå hur en 13-årig pojke skulle kunna åstadkomma ett sådant relativt polerat verk. Men Adam Liszt uppenbarade så många detaljer till Carl Czerny om sin sons operaarbete att sådana antaganden är orimliga.
Sedan upptäckten har operan framförts ett fåtal gånger. Den första moderna föreställningen ägde rum den 20 oktober 1977 på Collegiate Theatre i London. Till dags dato har operans partitur inte publicerats och endast en handfull mikrofilmer av manuskriptet existerar på olika bibliotek i Europa och USA. Originalpartituret finns på Bibliothèque-Musée de l'Opéra i Paris.

## Personer
| Roller            | Stämma                   | Premiärbesättning den 17 oktober 1825 (Dirigent: Rodolphe Kreutzer) |
| ----------------- | ------------------------ | ------------------------------------------------------------------- |
| Don Sanche        | tenor                    | Adolphe Nourrit                                                     |
| Prinsessan Elzire | sopran eller mezzosopran |                                                                     |
| Alidor            | baryton                  |                                                                     |
| En page           | sopran                   |                                                                     |
| Zélise            | sopran eller mezzosopran |                                                                     |
| En lady           | sopran                   |                                                                     |
| En riddare        | tenor                    |                                                                     |

## Handling

### Del I
Nattetid, fullmånen speglar siluetten av ett gotiskt slott, Kärleksslottet.
En pastoral hälsningssång hörs från det glada sällskapet på slottet. Här spelar rikedom eller rang ingenting och sången av bönder och ädlingar blandas in i kören från kärleksparen. Riddaren Don Sanche anländer men en page spärrar hans väg vid porten då endast par tillges tillträde till slottet där kärleken är en förutsättning. Don Sanche berättar vad som tynger hans hjärta: han kan inte förena sig med de älskande på slottet då den han älskar, den vackra Prinsessan Elzire, är grym och besvarar inte hans känslor. Pagernas och körens lätta marsch lovar inte mycket för den desperate riddaren och Don Sanche överväger nästan självmord.
Slottets herre Alidor dyker upp. Han berättar att han lät bygga slottet som ett kärleksminne som ett tack för alla lyckliga kärlekspar lycka. Alidor, som också är en trollkarl, kan se Elzires framtid: flickan kommer välja en kunglig prins som make. Svartsjuka och en iver att slåss vaknar i Don Sanche och han sjunger en arg duett tillsammans med Alidor. Under tiden får han veta av Alidor att prinsessan är på väg till Navarra. Trollkarlen lovar att förvirra Elzire bort från den rätta vägen. Alidor blir ensam och himlen mörknar. Han beordrar andarna att frammana en storm. Besvärjelsen lyckas och Elzire nalkas redan med sitt följe.
Byborna oroas av den förödande stormen. När mullret har bedarrat söker Elzire, hennes hovdam Zelis skydd i Kärleksslottet men de stoppas av pagen. Han återberättar reglerna för dem i en sång. Elzire och Zelis blir förfärade över de hårda reglerna. De får inget skydd även om det är natt och stormen rasar. Pagen har en förlösande idé: han nämner Don Sanche som ett möjlig verktyg in i slottet, då den unge mannen är förälskad i prinsessan. Men Elzire vill inte höra talas om detta.
Stormen tar ny fart, pagen drar sig in i slottet och vindbryggan hissas upp. Elzires män söker skydd i skogen. Zelis förebrår prinsessan för hennes kyla och stolthet. En riddare vid namn Romualde plågar prinsessan med sin kärlek varpå det visar sig att Elzire hoppas finna sin förmodade make i Navarra. Vi får veta att denne okände hjälte är orsaken till hennes nekande av Don Sanche, trots att hjälten endast har uppenbarat sig i hennes drömmar. Zelis anser att det vore bättre att anta Don Sanches förslag då han är här och natten är kall. Don Sanche kommer in men Elzire är fortfarande kall som is. Alidor kommer ut på slottets terrass och frammanar en gräsmatta med sin trollstav. Den trötta prinsessan lägger sig på den och somnar. Don Sanche sjunger en vaggvisa till sin älskade. Den unge mannen drömmer att hon besvarar hans kärlek.

### Del II
Kören annonserar den onde riddaren Romualde, som direkt ber om prinsessans hand och hotar henne till och med. Don Sanche bli rasande och de två drar sina svärd. Medan Don Sanche slåss för kvinnan han älskar börjar Elizre så smått ånga sitt beteende och känner sympati, och även kärlek, för den modige riddaren. Hennes böner till kärleksguden Cupido handlar om ånger och kärlek.
Don Sanche såras dödligt och hans sista önskan är att ta farväl till livet vid sin älskades sida. Den sårade hjälten bärs fram till Elzire till tonerna av en begravningsmarsch. Plötsligt beordar prinsessan att Zelis ska be om tillstånd att åter få inträde till Kärleksslottet då hon är villig att offra sitt liv i stället för Don Sanches. Pagen samtycker till förslaget. Det visar sig att Romualde i själva verket var den förtrollade Alidor och att striden och det dödliga såret var ett kärleksprov. Elizre och Don Sanche svär varandra evig kärlek och tillsammans med folket besjunger de kärlekens makt.